# شب‌دوست موهول
شب‌دوست موهول(نام علمی: Galago moholi) نام یک گونه از سرده شب‌دوست کوچک است.